# Bahrains Grand Prix 2021
Bahrains Grand Prix 2021 (officielt navn: Formula 1 Gulf Air Bahrain Grand Prix 2021) var et Formel 1-løb, som blev kørt den 28. marts 2021 på Bahrain International Circuit. Det var det første løb i Formel 1-sæsonen 2021, og 17. gang Bahrains Grand Prix blev arrangeret.

## Kvalifikation
| Pos.               | Nr. | Kører              | Konstruktør           | Del 1    | Del 2    | Del 3    | Grid |
| ------------------ | --- | ------------------ | --------------------- | -------- | -------- | -------- | ---- |
| 1                  | 33  | Max Verstappen     | Red Bull Racing-Honda | 1.30,499 | 1.30,318 | 1.28,997 | 1    |
| 2                  | 44  | Lewis Hamilton     | Mercedes              | 1.30,617 | 1.30,085 | 1.29,385 | 2    |
| 3                  | 77  | Valtteri Bottas    | Mercedes              | 1.31,200 | 1.30,186 | 1.29,586 | 3    |
| 4                  | 16  | Charles Leclerc    | Ferrari               | 1.30,691 | 1.30,010 | 1.29,678 | 4    |
| 5                  | 10  | Pierre Gasly       | AlphaTauri-Honda      | 1.30,848 | 1.30,513 | 1.29,809 | 5    |
| 6                  | 3   | Daniel Ricciardo   | McLaren-Mercedes      | 1.30,795 | 1.30,222 | 1.29,927 | 6    |
| 7                  | 4   | Lando Norris       | McLaren-Mercedes      | 1.30,902 | 1.30,099 | 1.29,974 | 7    |
| 8                  | 55  | Carlos Sainz, Jr.  | Ferrari               | 1.31,653 | 1.30,009 | 1.30,215 | 8    |
| 9                  | 14  | Fernando Alonso    | Alpine-Renault        | 1.30,863 | 1.30,595 | 1.30,249 | 9    |
| 10                 | 18  | Lance Stroll       | Aston Martin-Mercedes | 1.31,261 | 1.30,624 | 1.30,601 | 10   |
| 11                 | 11  | Sergio Pérez       | Red Bull Racing-Honda | 1.31,165 | 1.30,659 | N/A      | 11   |
| 12                 | 99  | Antonio Giovinazzi | Alfa Romeo-Ferrari    | 1.30,998 | 1.30,708 | N/A      | 12   |
| 13                 | 22  | Yuki Tsunoda       | AlphaTauri-Honda      | 1.30,607 | 1.31,203 | N/A      | 13   |
| 14                 | 7   | Kimi Räikkönen     | Alfa Romeo-Ferrari    | 1.31,547 | 1.31,238 | N/A      | 14   |
| 15                 | 63  | George Russell     | Williams-Mercedes     | 1.31,316 | 1.33,430 | N/A      | 15   |
| 16                 | 31  | Esteban Ocon       | Alpine-Renault        | 1.31,724 | N/A      | N/A      | 16   |
| 17                 | 6   | Nicholas Latifi    | Williams-Mercedes     | 1.31,936 | N/A      | N/A      | 17   |
| 18                 | 5   | Sebastian Vettel   | Aston Martin-Mercedes | 1.32,056 | N/A      | N/A      | 201  |
| 19                 | 47  | Mick Schumacher    | Haas-Ferrari          | 1.32,449 | N/A      | N/A      | 18   |
| 20                 | 9   | Nikita Masepin     | Haas-Ferrari          | 1.33,273 | N/A      | N/A      | 19   |
| 107%-tid: 1.36,833 |     |                    |                       |          |          |          |      |
| Kilde:             |     |                    |                       |          |          |          |      |

Noter:
↑1 - Sebastian Vettel blev givet en 5-plads straf for at ikke respektere gule flag.

## Resultat
| Pos.                                                                | Nr. | Kører              | Konstruktør           | Omgange | Tid/Udgået  | Startpos. | Point |
| ------------------------------------------------------------------- | --- | ------------------ | --------------------- | ------- | ----------- | --------- | ----- |
| 1                                                                   | 44  | Lewis Hamilton     | Mercedes              | 56      | 1:32.03,897 | 2         | 25    |
| 2                                                                   | 33  | Max Verstappen     | Red Bull Racing-Honda | 56      | +0,745      | 1         | 18    |
| 3                                                                   | 77  | Valtteri Bottas    | Mercedes              | 56      | +37,383     | 3         | 161   |
| 4                                                                   | 4   | Lando Norris       | McLaren-Mercedes      | 56      | +46,466     | 7         | 12    |
| 5                                                                   | 11  | Sergio Pérez       | Red Bull Racing-Honda | 56      | +52,047     | PL2       | 10    |
| 6                                                                   | 16  | Charles Leclerc    | Ferrari               | 56      | +59,090     | 4         | 8     |
| 7                                                                   | 3   | Daniel Ricciardo   | McLaren-Mercedes      | 56      | +1.06,004   | 6         | 6     |
| 8                                                                   | 55  | Carlos Sainz, Jr.  | Ferrari               | 56      | +1.07,100   | 8         | 4     |
| 9                                                                   | 22  | Yuki Tsunoda       | AlphaTauri-Honda      | 56      | +1.25,692   | 13        | 2     |
| 10                                                                  | 18  | Lance Stroll       | Aston Martin-Mercedes | 56      | +1.26,713   | 10        | 1     |
| 11                                                                  | 7   | Kimi Räikkönen     | Alfa Romeo-Ferrari    | 56      | +1.28,864   | 14        |       |
| 12                                                                  | 99  | Antonio Giovinazzi | Alfa Romeo-Ferrari    | 55      | +1 omgang   | 12        |       |
| 13                                                                  | 31  | Esteban Ocon       | Alpine-Renault        | 55      | +1 omgang   | 15        |       |
| 14                                                                  | 63  | George Russell     | Williams-Mercedes     | 55      | +1 omgang   | 15        |       |
| 15                                                                  | 5   | Sebastian Vettel   | Aston Martin-Mercedes | 55      | +1 omgang3  | 20        |       |
| 16                                                                  | 47  | Mick Schumacher    | Haas-Ferrari          | 55      | +1 omgang   | 18        |       |
| 174                                                                 | 10  | Pierre Gasly       | AlphaTauri-Honda      | 52      | Gearkasse   | 5         |       |
| 184                                                                 | 6   | Nicholas Latifi    | Williams-Mercedes     | 51      | Turbolader  | 17        |       |
| Ret                                                                 | 14  | Fernando Alonso    | Alpine-Renault        | 32      | Bremser     | 9         |       |
| Ret                                                                 | 9   | Nikita Masepin     | Haas-Ferrari          | 0       | Uheld       | 19        |       |
| Hurtigste omgang: Valtteri Bottas (Mercedes) - 1.32,090 (omgang 56) |     |                    |                       |         |             |           |       |
| Kilde:                                                              |     |                    |                       |         |             |           |       |

Noter:
↑1 - Inkluderer point for hurtigste omgang.
↑2 - Sergio Pérez måtte starte ræset fra pit lane på grund af et elektronisk problem.
↑3 - Sebastian Vettel blev givet en 10-sekunders straf for at være skyld i et sammenstød med Esteban Ocon.
↑4 - Pierre Gasly og Nicholas Latifi udgik af ræset, men blev klassificeret som færdiggjort, i det at de havde kørt mere end 90% af ræset.

## Stilling i mesterskaberne efter løbet
| Pos. | Kører           | Point |
| ---- | --------------- | ----- |
| 1    | Lewis Hamilton  | 25    |
| 2    | Max Verstappen  | 18    |
| 3    | Valtteri Bottas | 16    |
| 4    | Lando Norris    | 12    |
| 5    | Sergio Pérez    | 10    |

| Pos. | Konstruktør      | Point |
| ---- | ---------------- | ----- |
| 1    | Mercedes         | 41    |
| 2    | Red Bull-Honda   | 28    |
| 3    | McLaren-Mercedes | 18    |
| 4    | Ferrari          | 12    |
| 5    | AlphaTauri-Honda | 2     |